# Arrondissement di Liegi
L'arrondissement di Liegi (in francese Arrondissement de Liége, in olandese Arrondissement Luik) è una suddivisione amministrativa belga, situata nella provincia di Liegi e nella regione della Vallonia.

## Composizione
L'arrondissement di Liegi raggruppa 24 comuni:
- Ans
- Awans
- Aywaille
- Bassenge
- Beyne-Heusay
- Blegny
- Chaudfontaine
- Comblain-au-Pont
- Dalhem
- Esneux
- Flémalle
- Fléron
- Grâce-Hollogne
- Herstal
- Juprelle
- Liegi
- Neupré
- Oupeye
- Saint-Nicolas
- Seraing
- Soumagne
- Sprimont
- Trooz
- Visé

## Società

### Evoluzione demografica
Abitanti censiti
- Fonte dati INS - fino al 1970: 31 dicembre; dal 1980: 1º gennaio